# Libros sibilinos

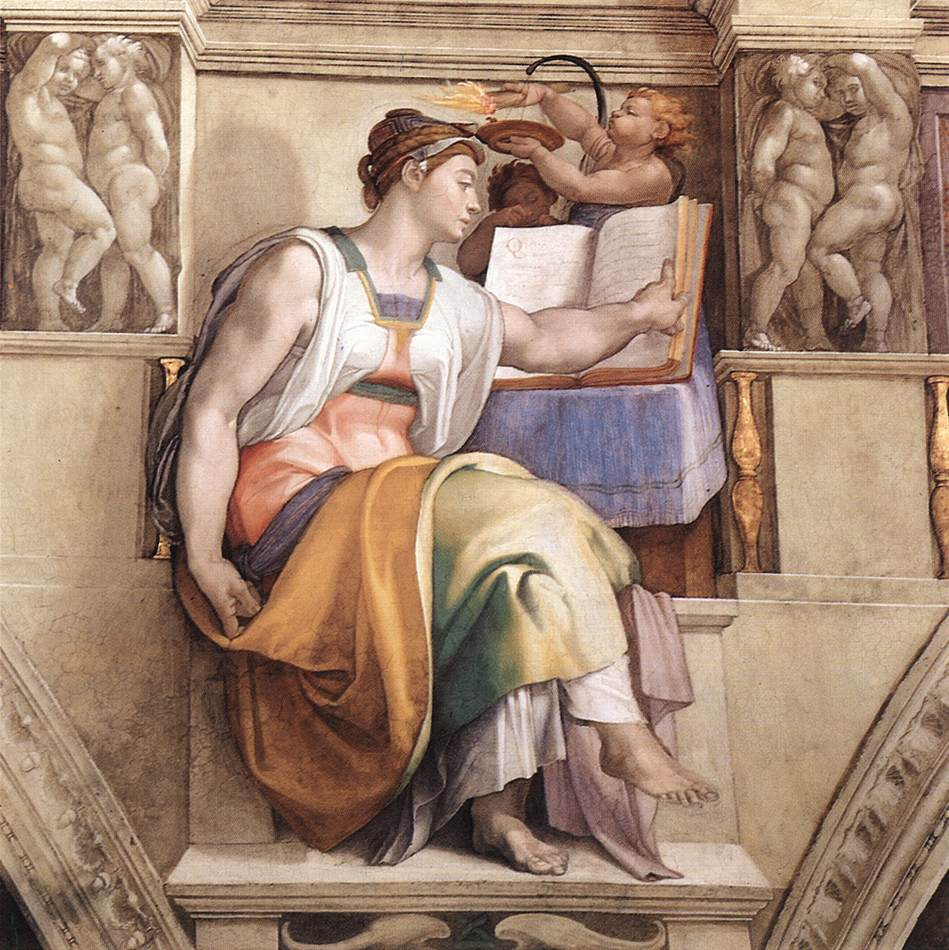
La sibila eritrea con uno de sus libros, retratada por Miguel Ángel (Capilla Sixtina)

Los libros sibilinos eran unos libros mitológicos y proféticos de la antigua Roma.

## Historia
La sibila de Cumas se presentó en cierta ocasión ante el rey romano Lucio Tarquinio el Soberbio como una mujer muy anciana y le ofreció nueve libros proféticos a un precio extremadamente alto. Tarquinio se negó pensando en conseguirlos más baratos y entonces la sibila destruyó tres de los libros. A continuación le ofreció los seis restantes al mismo precio que al principio; Tarquinio se negó de nuevo y ella destruyó otros tres. Ante el temor de que desaparecieran todos, el rey aceptó comprar los tres últimos pero pagó por ellos el precio que la sibila había pedido por los nueve. 
Estos tres libros fueron guardados en el templo de Júpiter en la ciudad de Roma y eran consultados en situaciones muy especiales. Son los llamados Libros sibilinos. Estaban escritos en griego, en hojas de palmera, que posteriormente pasaron a papiro.
Los romanos del siglo II a. C. en tiempos de la República, apreciaban mucho estos libros y los guardaban en un colegio formado por diez sacerdotes menores llamados decem viri sacris faciundis. En situaciones de crisis los consultaban para ver si había una profecía que pudiera aplicarse a la situación del momento.
En el año 83 a. C. el fuego destruyó los libros sibilinos originales y hubo que formar una nueva colección, para lo que el Senado envió a Troya, Samos, Eritras y otras partes a recoger los libros sibilinos que pudieran encontrarse y Augusto mandó encerrarlos en dos arcas. Estos libros tampoco han llegado hasta nuestros días porque en el año 405 el general romano Estilicón ordenó su destrucción porque los libros profetizaban que él pretendía tomar el poder.
Parece que Cicerón pudo leer los libros sibilinos pues dice que estaban trabajados y escritos con arte y diligencia y que eran acrósticos. San Agustín en su Ciudad de Dios, libro XVIII, cap. 23 habla de un acróstico de la sibila eritrea cuyas letras iniciales formaban este sentido: Ιησούς Χριστός, Υιός του Θεού, Σωτήρας, Jesucristo hijo de Dios, salvador.